# هايبر فويد
هايبر فويد (بالإنجليزية: Hyper Void)‏، هي لعبة فيديو إلكترونية من نوع أكشن، تعمل على أنظمة بلاي ستيشن 3، بلاي ستيشن 4، إكس بوكس ون ومايكروسوفت ويندوز.